# Ålhustjärnen (Viksjö socken, Ångermanland)
Ålhustjärnen är en sjö i Härnösands kommun i Ångermanland och ingår i Indalsälvens huvudavrinningsområde.